# Contea di Luanchuan
La contea di Luanchuan (栾川县S, Luánchuān XiànP) è una contea della Cina, situata nella provincia di Henan e amministrata dalla prefettura di Luoyang.